# CCL23
CCL23, hemokin (C-C motiv) ligand 23, je mali citokin iz CC hemokin familije. On je takođe poznat kao makrofagni inflamatorni protein 3 (MIP-3), i  mijeloidni progenitor inhibitorni faktor 1 (MPIF-1). CCL23 je predominantno izražen u tkivu pluća i jetre, ali je isto tako bio nađen u koštanoj srži i posteljici. On je takođe izražen u nekim ćelijskim linijama mijeloidnog porekla. CCL23 je visoko hemotaksan za neaktivirane T ćelije i monocite, a u manjoj meri privlači neutrofile. Njemu je bila pripisana inhibitorna aktivnost hematopoetskih progenitornih ćelija. CCL23 gen je lociran na ljudskom hromozomu 17 u lokusu koji sadrži nekoliko drugih CC hemokina. CCL23 je ligand hemokinskog receptora .